# Wereldkampioenschappen schaatsen afstanden 2023 - Ploegenachtervolging mannen
De ploegenachtervolging mannen op de wereldkampioenschappen schaatsen afstanden 2023 werd gereden op vrijdag 3 maart 2023 in het ijsstadion Thialf in Heerenveen, Nederland.
Titelverdediger was de Nederlandse ploeg, die hun titel prolongeerden voor Canada en Noorwegen.

## Uitslag
| #      | Land             | Schaatsers                                                 | Tijd    |
| ------ | ---------------- | ---------------------------------------------------------- | ------- |
| Goud   | Nederland        | Patrick Roest Beau Snellink Marcel Bosker                  | 3.38,26 |
| Zilver | Canada           | Connor Howe Antoine Gélinas-Beaulieu Hayden Mayeur         | 3.38,43 |
| Brons  | Noorwegen        | Peder Kongshaug Allan Dahl Johansson Sverre Lunde Pedersen | 3.40,93 |
| 4      | Italië           | Francesco Betti Andrea Giovannini Davide Ghiotto           | 3.42,69 |
| 5      | Japan            | Seitaro Ichinohe Riku Tsuchiya Kazuya Yamada               | 3.43,67 |
| 6      | Polen            | Marcin Bachanek Artur Janicki Szymon Palka                 | 3.51,35 |
| 7      | Verenigde Staten | Ethan Cepuran Emery Lehman Casey Dawson                    | 3.58,10 |
| 8      | Denemarken       | Niclas Mastrup Stefan Due Schmidt Viktor Hald Thorup       | DNF     |

2005 · 
2007 · 
2008 · 
2009 · 
2011 · 
2012 · 
2013 · 
2015 · 
2016 · 
2017 · 
2019 · 
2020 ·
2021 ·
2023 ·
2024 ·
2025